# Hiporehabilitace
Hiporehabilitace je zastřešující a nadřazený název pro všechny aktivity a terapie v oblastech, kde se setkává kůň a člověk se zdravotním znevýhodněním / specifickými potřebami. Název pochází z řeckého slova „hippos“ znamenající kůň a slova „rehabilitace“. V angličtině slovo hiporehabilitace vystihuje název Equine Assisted Activities and Therapies.

## Rozdělení
Hiporehabilitace (HR) se dělí do několika disciplín (podle oficiálního slovníku České hiporehabilitační společnosti, 2011):
1. Hipoterapie (HT) je fyzioterapeutická metoda využívající přirozený pohyb koně v kroku jako stimul a rehabilitační prvek. Krok koně se promítá do trojrozměrného pohybu koňského hřbetu, který se stává pro terapii jedinečnou balanční plochou. Cílem je správné zasazení klienta do pohybu kráčejícího koně, dosažení pohybové souhry klienta s pohybem hřbetu koně a jemné koordinace případných změn. Tím dochází k aktivaci ať už retardovaných nebo postižených pohybových programů, které jsou způsobeny poruchou CNS, onemocněním nebo úrazem. Toto programování pohybových vzorů, které, je-li odborně vedeno proškoleným fyzioterapeutem nebo ergoterapeutem má významný pozitivní dopad na pohybové funkce klienta. Klient je vždy přijímán na základě písemného souhlasu lékaře. Kůň je vždy veden vodičem a klient je z hlediska ovládání koně pasivní (nejedná se o ježdění na koni).
2. Aktivity s využitím koní (AVK pro oblast pedagogickou, sociální). Původně pod názvem léčebně pedagogicko-psychologické ježdění (LPPJ). Jedná se o metodu speciální pedagogiky, sociální pedagogiky a práce, využívající prostředí určeného pro chov koní a práci s nimi, kontaktu s koněm a interakce s ním jako prostředku k motivaci, aktivizaci, výchově a vzdělávání lidí se zdravotním postižením a specifickými potřebami. Provádějí ji osoby s odborným vzděláním, které prošli praktickým výcvikem – pedagog, speciální pedagog, sociální pracovník apod.
3. Psychoterapie pomocí koní (PPK), dříve zahrnuto pod název LPPJ, patří mezi integrativní směry psychoterapie. K terapii pacientů/klientů využívá specifickou triádu terapeut-kůň-pacient/klient. Léčba je založena na působení psychologickými prostředky s využitím specifických vlastností koně jako koterapeuta v psychoterapeutickém procesu k ovlivnění duševních poruch a duševních onemocnění. Psychoterapie pomocí koní je kvalitní součástí komplexní péče o pacienty/klienty všech věkových skupin a provádí jí odborně proškolený personál v čele s psychoterapeutem, psychologem, psychiatrem apod.
4. Parajezdectví – sportovní vyžití pro jezdce se zdravotním znevýhodněním, který se s ohledem na svoje postižení za použití speciálních pomůcek či změněné techniky jízdy učí aktivně jezdit na koni, voltižním cvikům nebo vede koně v zápřeži, eventuálně se zúčastňuje sportovních soutěží.

## Historie hiporehabilitace ve světě
Stanovit přesné datum, kdy koně začali pomáhat lidem se zdravotním postižením či znevýhodněním, není jednoznačné. Zmínky o pozitivním vlivu jízdy na koni se objevily již ve spisech starořeckého lékaře Hippokrata z Kósu (5. st. př. n. l.). První dochovaná lékařská doporučení, co se hiporehabilitace týká, jsou od římského lékaře Galéna z 2. st. n. l. 
Použití jízdy na koni k utužení zdraví a k jeho nápravě má dlouhou tradici již od dob renesance. Lipský profesor Samuel T. Quellmalz (1696–1758) jako první analyzoval pohyb jezdce a zavedl pojem trojdimenzionálních kmitů již zcela v dnešním pojetí. Snažil se také o sestrojení přístroje, který měl nahradit živého koně –  tzv. reitmaschine.
Na začátku 20. století se objevily práce, ve kterých byla hodnocena jízda na koni jako prostředek léčby u mnohých onemocnění a doporučovala se jako „relaxans“ při neklidném životě a vyčerpávající práci. Jízda na koni se používala k utužení zdraví obecně, později jako součást gymnastického programu – jako jedna z možností tělesných cvičení. Rozvoj léčebného hiporehabilitace zastavila druhá světová válka.
V letech 1950–1960 se rozšířila hipoterapie jako metoda fyzioterapie pro postižené epidemií poliomyelitis anterior acuta (dětská obrna). Pro mnoho nemocných na celém světě byl velkým povzbuzením úspěch dánské drezurní jezdkyně Lis Hartelové, po dětské obrně částečně ochrnuté na obě dolní končetiny, která na dvou po sobě jdoucích olympijských hrách – v Helsinkách 1952 a ve Stockholmu 1956 – získala s koněm Jubilee vždy druhé místo v drezuře. Lis Hartelová se svou dánskou fyzioterapeutkou Ullou Harpoth stály u zrodu prvních center hipoterapie ve skandinávských zemích v padesátých letech 20. století. 
Od počátku 60. let 20. století, kdy se hipoterapie a parajezdectví začali amatérsky rozvíjet, se začínaly zakládat organizace a společnosti věnující se hiporehabilitaci. Jejich snahou bylo předávání zkušeností a znalostí a tak rozšíření všeobecného povědomí o využití koní v léčbě a sportu osob se zdravotním znevýhodněním. V roce 1985 byla proto založena mezinárodní organizace sdružující všechny zájemce o tento obor - Riding for the Disabled International (RDI). V roce 1988 byla organizace přejmenována na FRDI - The Federation of Riding for the Disabled International a nyní se jmenuje Federation of Horses in Education and Therapy International, A.I.S.B.L. (HETI). Tato otevřená organizace sdružuje organizace a jednotlivce provádějící aktivity a terapie s pomocí koní z celého světa a napomáhá ve vývoji programů v nových oblastech. Podporuje vzdělávání a výzkum v oboru, propaguje zapojení koní do léčebných procesů osob s fyzickým, mentálním nebo duševním onemocněním. Federace je aktivně zapojená do ustanovení mezinárodních norem bezpečnosti a kompetencí v oboru a podporuje vysoké standardy pro ochranu a výcvik koní pro terapeutické účely. Většina zemí provozující aktivity a terapie s pomocí koně má svou národní zastřešující organizaci a svůj systém vzdělávání.

## Historie hiporehabilitace v Česku
Mezi první zmínky o léčebných účincích jízdy na koni patří již slavné vyznání T. G. Masaryka, že jízda na koni je nejrychlejší tělocvik, protože se cvičí najednou celé tělo, plíce a srdce. Skromné začátky hiporehabilitace v Česku se datují od roku 1947, zejména při léčbě pohybových poruch po dětské obrně. V Hucul Clubu ve Zmrzlíku u Prahy zahájili novodobou hipoterapii v roce 1976 ve spolupráci s profesorem Karlem Lewitem a to jako první středisko ve střední Evropě. Poté se hipoterapie rozšířila do rehabilitačního ústavu v Chuchelné u Opavy pro dětské klienty, kam v roce 1979 fyzioterapeutka Helena Hermach-Lewitová dovezla 2 huculy ze Zmrzlíku a také metodiku a zkušenosti i ze zahraniční stáže. Hipoterapie jako další metoda léčebné rehabilitace se začala poté rozšiřovat do lázní Karviná-Darkov, Luže-Košumberk a ústavů sociální péče (Zbůch). V psychiatrických léčebnách (Praha-Bohnice) a na mnohých dalších místech se začalo rozvíjet léčebně pedagogicko-psychologické ježdění. Rozvoji hiporehabilitace pomohla i odborná podpora osobností v oblasti rehabilitace, jako Doc. MUDr. František Véle, CSc., primář MUDr. Lubor Zahrádka, profesor Karel Lewit. 
Určitě se stojí zmínit o rozvoji parajezdectví neboli sportovní ježdění pro osoby se zdravotním postižením je jednou z disciplín hiporehabilitace, která se těší značné oblibě. Paravoltiž existuje v ČR od roku 1995 a každoročně se konají Mistrovství ČR. Paradrezura má přibližně stejné začátky a od roku 1999 se koná každým rokem Mezinárodní mistrovství a Mistrovství ČR. V roce 1997 přibylo paravozatajství a v roce 2003 se objevila další disciplína, a tou je parawestern.

## Česká hiporehabilitační společnost
V roce 1991 byla založena Československá – později Česká hiporehabilitační společnost (ČHS), která v současnosti sdružuje 37 středisek a desítky individuálních členů. Sídlo bylo původně v lázních Luže-Košumberk, později se přesunulo do PL Bohnice v Praze a nyní je virtuální sídlo společnosti je v areálu Mendelu Brno. Posláním ČHS je rozvoj, propagace a zkvalitňování metodiky hiporehabilitace, tedy všech aktivit a terapií s pomocí koní pro osoby se zdravotním znevýhodněním a specifickými potřebami. ČHS sdružuje fyzioterapeuty, ergoterapeuty, lékaře, logopedy, psychology, zdravotní sestry, sociální pracovníky, pedagogy i jezdecké instruktory, všechny ty, kteří pracují s koňmi ve zdravotnictví, sociální sféře, pedagogice a parasportu. Významnou složku členské základny společnosti tvoří klienti a jejich rodinní příslušníci.
V začátcích hiporehabilitace v ČR, v devadesátých letech minulého století, se rozšířil mezi laickou veřejností názor, že vlastnictví hodného koně kvalifikuje k jejímu provádění. Hiporehabilitace se na čas stala odkladištěm starých a opotřebovaných koní, kteří si měli na sebe takto vydělat. V současnosti se tento obor dopracoval k profesionálně prováděným službám s vysoce specifickými požadavky na znalosti a zkušenosti provozovatelů. ČHS vypracovala a uvedla do reality jedinečný projekt Licenci hiporehabilitačních koní. 
ČHS pořádá Konference o hiporehabilitaci, v roce 2014 to byl již 10. ročník. ČHS nabízí kompletní seznam provozovatelů v ČR, seznam je přehledný dle krajů. Členská hiporehabilitační střediska mohou projít uznávacím procesem a získat statut „Střediska praktické výuky“.